# NK Rudeš
Az NK Rudeš egy horvát labdarúgócsapat Rudeš városában, a horvát élvonalban szerepelnek.

## Történelem
2009-ig alacsonyabb ligákban szerepeltek, majd a 2008–09-es szezonban megnyerték a harmadosztályt és feljutottak. A másodosztályban stabilan szerepeltek, majd a 2016–17-es szezont megnyerték és feljutottak az élvonalba. 2007 májusában partneri szerződést kötöttek a spanyol Deportivo Alavés csapatával, de egy év után megszüntették a szerződést.

## Sikerlista
- Druga HNL (1): 2016–17
- Treća HNL – Nyugat (1): 2008–09
- 4. HNL Zagreb (1): 2002–03

## Jelenlegi keret
| #  |     | Poszt | Név                                                    |
| -- | --- | ----- | ------------------------------------------------------ |
| 1  | CRO | K     | Dominik Picak                                          |
| 2  | AUT | V     | Mario Lovre Vojković                                   |
| 3  | CRO | V     | Renato Pantalon ()                                     |
| 4  | NGR | V     | Erhun Obanor                                           |
| 5  | CRO | V     | Maksim Oluić                                           |
| 6  | CRO | KP    | Matej Jukić                                            |
| 7  | CRO | V     | David Lojber                                           |
| 8  | GER | KP    | Robert Mišković                                        |
| 9  | CRO | CS    | Borna Petrović (kölcsönben a Dinamo Zagreb csapatától) |
| 10 | CRO | KP    | Tomislav Mrkonjic                                      |
| 11 | CRO | KP    | Mihael Klepač                                          |
| 12 | CRO | K     | Ivan Banić                                             |
| 13 | CRO | V     | Josip Filipovic                                        |
| 14 | CRO | KP    | Antonio Boršić                                         |

| #  |     | Poszt | Név                                                             |
| -- | --- | ----- | --------------------------------------------------------------- |
| 15 | AUS | KP    | Anthony Kalik (kölcsönben a Hajduk Split csapatától)            |
| 16 | BRA | KP    | Andrey                                                          |
| 17 | CRO | V     | Vinko Soldo (kölcsönben a Dinamo Zagreb csapatától)             |
| 18 | CRO | KP    | Ivan Tomičić                                                    |
| 19 | BRA | KP    | João Erick                                                      |
| 21 | BRA | CS    | Wallace                                                         |
| 22 | CRO | K     | Patrik Mohorović                                                |
| 23 | BIH | KP    | Anes Vazda                                                      |
| 24 | CRO | V     | Ivica Crnogorac                                                 |
| 30 | CRO | V     | Ivica Džolan                                                    |
|    | FRA | V     | Jordan Diakiese                                                 |
|    | SRB | KP    | Marko Milenković                                                |
|    | BLR | CS    | Vital Liszakovics (kölcsönben a Sahcjor Szalihorszk csapatától) |